# Selenia
Selenia é um género botânico pertencente à família Brassicaceae.